# ترانکوئراس
|pushpin_label_position = right
|subdivision_type1      = Department
|subdivision_name1      = Rivera Department

ترانکوئراس (به اسپانیایی: Tranqueras) شهری در کشور اروگوئه، استان ریورا است که جمعیت آن در سرشماری سال ۲۰۰۴ میلادی ۷٬۲۸۴ نفر بوده‌است.